# Élise Voïart
Élise Petitpain, dite « Voïart », née le 10 février 1786 à Nancy (Meurthe-et-Moselle) où elle est morte le 21 janvier 1866, est une écrivaine française, traductrice, romancière et auteure d'ouvrages pour la jeunesse.

## Biographie

### Enfance et formation
Anne Élisabeth Petitpain est l'aînée d’une fratrie nombreuse. Elle reçoit une éducation rousseauiste et expérimente précocement le rôle d'éducatrice en aidant sa mère à élever ses frères et sœurs, après la mort de son père, organiste à la cathédrale de Nancy, laissant trois enfants en bas âge. Elle apprend l'allemand en secondant son beau-père M. Wouters, manufacturier à Nancy, dans son négoce. En 1807, Antoine Eustache d'Osmond, conçoit la pensée de la faire admettre à la cour de Joséphine, où l'on songeait à créer des dames d'annonce, projet qui n'a pas eu de suite mais pour la dédommager, l'impératrice lui donne, avec une pension de 500 francs, l'espoir d'être admise dame à la maison d’Écouen.

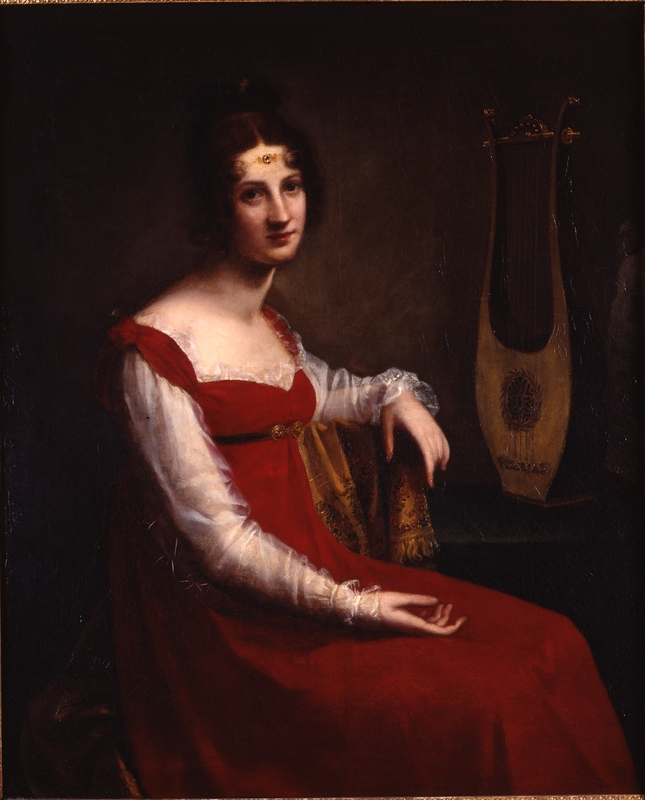
Portrait de madame Élise Voïart (1814) par Constance Mayer, (musée des beaux-arts de Nancy).

Élise PetitPain se destine à entrer à Écouen, lorsqu'elle rencontre un veuf de trente ans son aîné, Jacques-Philippe Voïart, administrateur des vivres aux Invalides, amateur d'art, déjà père de deux filles dont la future poétesse Amable Tastu. ils se marient en 1806. Élisabeth Voïart (v. 1814-1875), qui devient pastelliste, naît de leur union.

### Carrière littéraire
Les Voïart élisent domicile au 4, rue des Vertus à Choisy-le-Roi à la campagne pour préserver la santé d'Amable.
Élise Voïart y tient un salon salon artistique et intellectuel fréquenté par le chansonnier Béranger, leur ami David d’Angers, le couple d'artistes Pierre-Paul Prud'hon et Constance Mayer qui réalise un portrait de madame Élise Voïart exposé au musée des Beaux-Arts de Nancy,.
Élise Voïart obtient ses premiers succès littéraires sous la Restauration, comme traductrice d'œuvres allemandes et anglaises. Une trentaine de volumes sont ainsi publiés entre 1817 et 1821 — des romans sentimentaux d'August Lafontaine pour l'essentiel — qu'elle n'hésite pas à remanier, s'appropriant ainsi l'écriture. Pour Fridolin de Friedrich von Schiller, elle opte au contraire pour une fidélité rigoureuse au texte, seul moyen de rendre « la simplicité touchante et naïve inhérente au caractère et à l'idiome allemand ». Elle s'affranchit de la rime, contribuant ainsi à l'invention du vers libre.
Son premier roman historique, La Vierge d'Arduène, dont la toile de fond est le règne d'Auguste, décrit le passage de la Gaule sous la domination romaine. Il s'inscrit dans le mouvement romantique de redécouverte du passé national. Paraissent ensuite des œuvres de commande destinées à l'Encyclopédie des dames (Lettres sur la toilette des dames (1821), Essai sur la danse antique et moderne (1823) puis La Femme et les six amours, primé par l'Académie française,.
Elle est associée-libre de la Société linnéenne de Paris dès 1822.
Au début des années 1830, Élise Voïart écrit dans la presse éducative et féminine en plein essor, contribuant au Journal des Dames, au Journal des Demoiselles et au Journal des jeunes personnes. Elle soutient Amable Tastu que la faillite de l'imprimerie de son mari contraint à des travaux alimentaires : ensemble, elles collationnent des contes de fées. Désireuse de promouvoir les cultures nationales, elle traduit les Chants populaires des Serviens (1834). Sa notoriété est alors attestée par sa participation à des keepsakes et recueils collectifs tels que le Livre des Cent et un de Pierre-François Ladvocat, dans lequel son nom côtoie celui des littérateurs les plus en vue, et par son élection comme membre associé à l'Académie de Stanislas. Elle est la première femme à y être admise. À la même époque époque, les Voïart offrent leur hospitalité à l'auteur de la Marseillaise, Rouget de Lisle, âgé et ruiné.
Après son veuvage en 1842, Élise Voïart retourne à Nancy où elle compose des romans historiques lorrains qui lui valent d'être considérée comme le « Walter Scott de la Lorraine ». Elle signe aussi une série de romans pour la collection de la Bibliothèque des petits enfants créée par l'éditeur catholique Alfred Mame, en 1845. Dans une littérature enfantine dominée par « une production massive d'histoires morales, mièvres et fades », ses récits se distinguent par une observation précise du monde de l'enfance et la mise en scène de personnages féminins autonomes.

### Réception de son œuvre
Sainte-Beuve évoque avec condescendance Élise Voïart comme « une jeune personne, douée du goût et du talent d'écrire, connue par plusieurs agréables ouvrages ». L'œuvre de Voïart occupe vingt colonnes dans le catalogue de la Bibliothèque nationale de France. L'intérêt littéraire et la charge subversive de ses écrits a été d'emblée sous-estimée et rapidement occultée, comme c'est souvent le cas pour les femmes de lettres stigmatisées comme des bas-bleus. Pourtant, Élise Voïart est une traductrice, érudite de la littérature allemande, romancière et intellectuelle engagée dans les débats de son temps, est aussi une penseuse de la condition féminine, capable de subvertir les normes imposées aux femmes.

## Publications partielles
- La Vierge d'Arduène, traditions gauloises, Bataille, 1821 (lire en ligne sur Gallica).
- Lettres sur la toilette des dames, Paris, Audot, 1822.
- Essai sur la danse antique et moderne, 1823 (lire en ligne).
- La Femme ou les Six Amours, A. Dupont, 1827-1828, 6 vol. (lire en ligne sur Gallica)
- Faust, vingt-six gravures d'après les dessins de Retzsch, avec une analyse du drame de Goethe, par Mme Élise Voïart, Audot, 1828 (lire en ligne).
- Le Mariage et l'Amour, anecdote contemporaine, Paris, Delongchamps, 1834.
- Mignonne (imité de l'allemand par Mme Élise Voïart), Delongchamps, 1834, 2 vol.
- Contes de fées : Le Livre des enfants, choisis par Mmes Élise Voïart et Amable Tastu (6 vol), Paulin, 1836-1838 (lire en ligne).
- Les Enfants de la vallée d'Andlau ou Notions familières sur la religion, la morale et les merveilles de la nature (par mesdames E. Voïart et A. Tastu), Didier, 1837, 2 vol. (lire en ligne).
- Or, devinez ! tradition lorraine - 1272, Dumont, 1841, 2 vol. (lire en ligne).
- Jacques Callot, 1606 à 1637, Paris, Dumont, 1841.
- La Visite aux prisonniers, Paris, P. Mellier, 1844 (lire en ligne).
- La Petite Chapelle, Tours, Alfred Mame, 1845.
- Médor, le bon chien, Tours, Alfred Mame, 1845 (lire en ligne).
- La Petite Fille vouée au blanc, Tours, Alfred Mame, 1845 (lire en ligne).
- Éliane, souvenirs de Normandie, Tours, Alfred Mame, 1845.
- Le Petit Livre vert, ou comment on apprend à bien lire, Tours, Alfred Mame, 1845.
- Le Jour de l’an, Tours, Alfred Mame, 1845.
- Le Bethléem, Tours, Alfred Mame, 1846.
- Anna l’obstinée, Tours, Alfred Mame, 1845.
- Le Cheval de bois, Tours, Alfred Mame, 1849.
- Le Nid de pinson, Tours, Alfred Mame, 1849.
- Petit Pierre et Pierrette, Tours, Alfred Mame, 1849.

### Traductions
- Les Aveux au tombeau ou la Famille du forestier (traduit de l'allemand d’August Lafontaine par Madame Élise V***), Bertrand, 1817, 4 vol..
- August Lafontaine (traduction libre de Mme Élise Voïart), Choix de contes et nouvelles dédiées aux femmes, Pontieu, 1820 (lire en ligne sur Gallica).
- Caroline Pichler (traduction libre de Mme Élise Voïart), Coralie, ou le Danger de l'exaltation chez les femmes, Paris, Schlesinger, 1820 (lire en ligne sur Gallica).
- Fridolin (Schiller), avec une traduction littérale de la ballade par Mme Élise Voïart, Audot, 1829 (lire en ligne sur Gallica).
- Le Dragon de l'île de Rhodes (Schiller) (avec une traduction littérale de la ballade par Mme Élise Voïart), Audot, 1829 (lire en ligne).
- La Croix du meurtre (dernier roman d’August Lafontaine, traduction libre par Mme Élise Voïart), Paris, Delongchamps, 1831, 4 vol. (lire en ligne).
- L. Kruze (traduction libre par Mme Élise Voïart), L'Anneau, Paris, Delongchamps, 1832 (lire en ligne).
- Chants populaires des Serviens (recueillis par Vuk Stephanowisch et traduits d'après Talvy par Mme Élise Voïart), Merklein, 1834, 2 vol. (lire en ligne).
- Nouveaux contes populaires de miss Edgeworth (traduits de l'anglais par Mme Élise Voïart), Paris, Baudoin, 1835, 4 vol.
- Le Robinson suisse, par Wyss, traduit de l'allemand par Madame Élise Voïart, Didier, 1837, 2 vol. (lire en ligne).